# Oulad Yahia Lagraire
Oulad Yahia Lagraire (en àrab أولاد يحيى لكراير, Ūlād Yaḥyà Lagrāyr; en amazic ⵡⵍⴰⴷ ⵉⵃⵢⴰ ⵍⴳⵕⴰⵢⵕ) és una comuna rural de la província de Zagora, a la regió de Drâa-Tafilalet, al Marroc. Segons el cens de 2014 tenia una població total de 12.019 persones.